# Junior Libertas Pallacanestro 2013-2014

## Roster 2013/2014
|    | Naz.                   | Ruolo | Sportivo             | Anno | Alt. |  |  |
| -- | ---------------------- | ----- | -------------------- | ---- | ---- |  |  |
| 4  | Italia (bandiera)      | G     | Juan Marcos Casini   | 1980 | 190  |  |  |
| 5  | Italia (bandiera)      | A     | Edoardo Giovara      | 1993 | 200  |  |  |
| 6  | Italia (bandiera)      | A     | Davide Bruttini      | 1987 | 203  |  |  |
| 7  | Italia (bandiera)      | P     | Federico Di Prampero | 1995 | 192  |  |  |
| 9  | Italia (bandiera)      | P     | Andrea Amato         | 1994 | 190  |  |  |
| 11 | Stati Uniti (bandiera) | P     | Kevin Dillard        | 1989 | 183  |  |  |
| 14 | Italia (bandiera)      | A     | Niccolò Martinoni    | 1989 | 203  |  |  |
| 19 | Italia (bandiera)      | A     | Donato Cutolo        | 1987 | 198  |  |  |
| 20 | Italia (bandiera)      | AC    | Abdel Fall           | 1991 | 202  |  |  |
| 22 | Stati Uniti (bandiera) | G     | David Jackson        | 1986 | 193  |  |  |

- Allenatore:  Giulio Griccioli
- Assistente Allenatore:  Andrea Valentini
- Assistente Allenatore:  Lorenzo Pansa
- Direttore Sportivo: Marco Martelli
- Team Manager: Giacomo Carrera
- Preparatore Fisico: Francesco Gioia
- Fisioterapista e Osteopata: Tomaso Lionti